# Schronisko w Wilczankach Pierwsze
Schronisko w Wilczankach Pierwsze, Schronisko w wąwozie ku wsi Bębło I – jaskinia typu schronisko w skałach Wilczanki w miejscowości Bębło w województwie małopolskim, w powiecie krakowskim, w gminie Wielka Wieś. Pod względem geograficznym znajduje się na Wyżynie Olkuskiej będącej częścią Wyżyny Krakowsko-Częstochowskiej.

## Opis schroniska
Schronisko znajduje się w najbardziej na północ wysuniętej grupie skał Wilczanek. Ma otwór u południowej podstawy niewielkich skałek. Kilka metrów dalej po jego prawej stronie jest otwór Schroniska w Wilczankach Drugiego.
Schronisko w Wilczankach Pierwsze składa się z niewielkiej komory położonej tuż za otworem, oraz labiryntu wąskich, niskich i trudnych do przejścia korytarzyków. Powstało w późnojurajskich wapieniach skalistych w wyniku przepływu wód podziemnych. Korytarzyki maja postać rur krasowych. Ich ściany są ogładzone przez przepływającą wodę i bez nacieków, w głębszej części schroniska natomiast pokryte są czarnymi nalotami. Namulisko jaskiniowe składa się ze skalnego rumoszu zmieszanego z gliną i próchnicą, a na jego powierzchni znajdują się kości drobnych, współczesnych zwierząt. Schronisko prawdopodobnie zamieszkiwane jest przez borsuka lub lisa, świadczą o tym wniesione do jego wnętrza kępki suchych traw. W głębi jest ciemno. W niektórych miejscach w korytarzykach znajdują się korzenie drzew. Na ścianach znajdują się pajęczyny pająków sieciarz jaskiniowy i nieliczne muchówki. Dzięki małemu otworowi warunki wewnątrz schroniska są bardziej stałe niż na zewnątrz.

## Historia poznania
Schronisko znane było od bardzo dawna. Po raz pierwszy wymienił je Kazimierz Kowalski w 1951 r. nadając mu nazwę „Schronisko w wąwozie ku wsi Bębło I”. W 1986 r. zmierzyli go i nadali mu numer M. Szelerewicz i A. Górny. Obecny plan opracował N. Sznober w 2014 r.

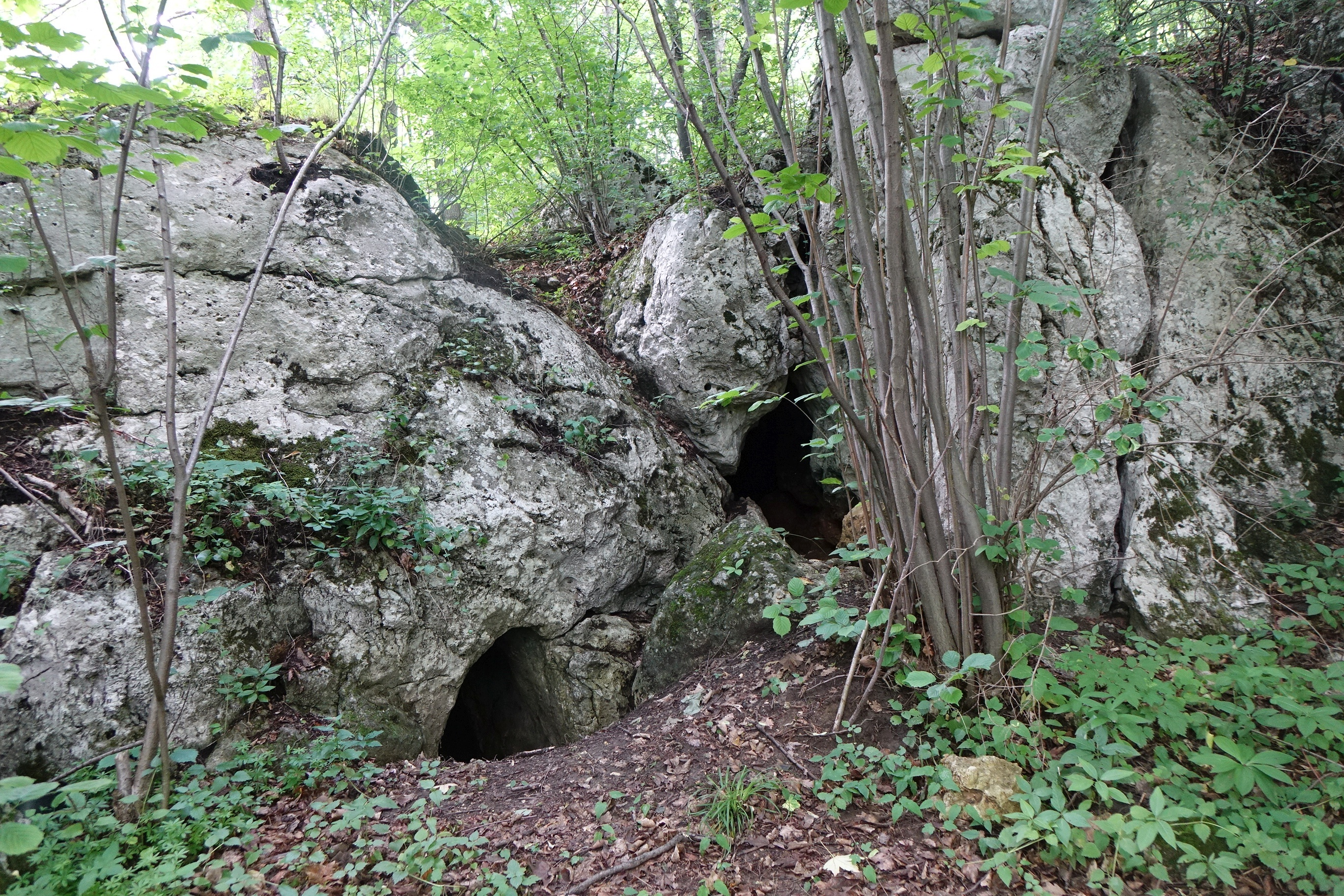
Otwory Schroniska w Wilczankach I i II
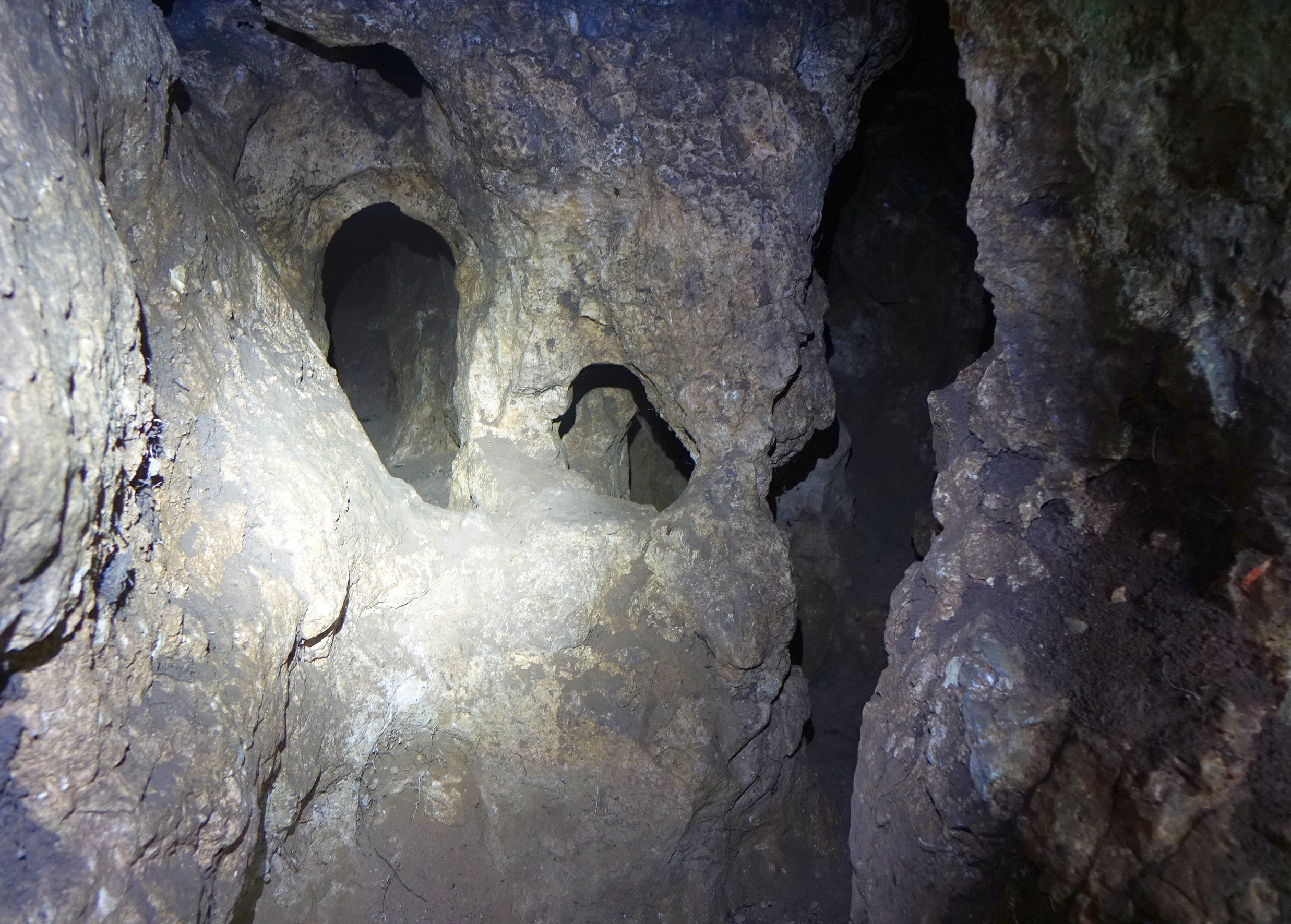
Korytarzyk
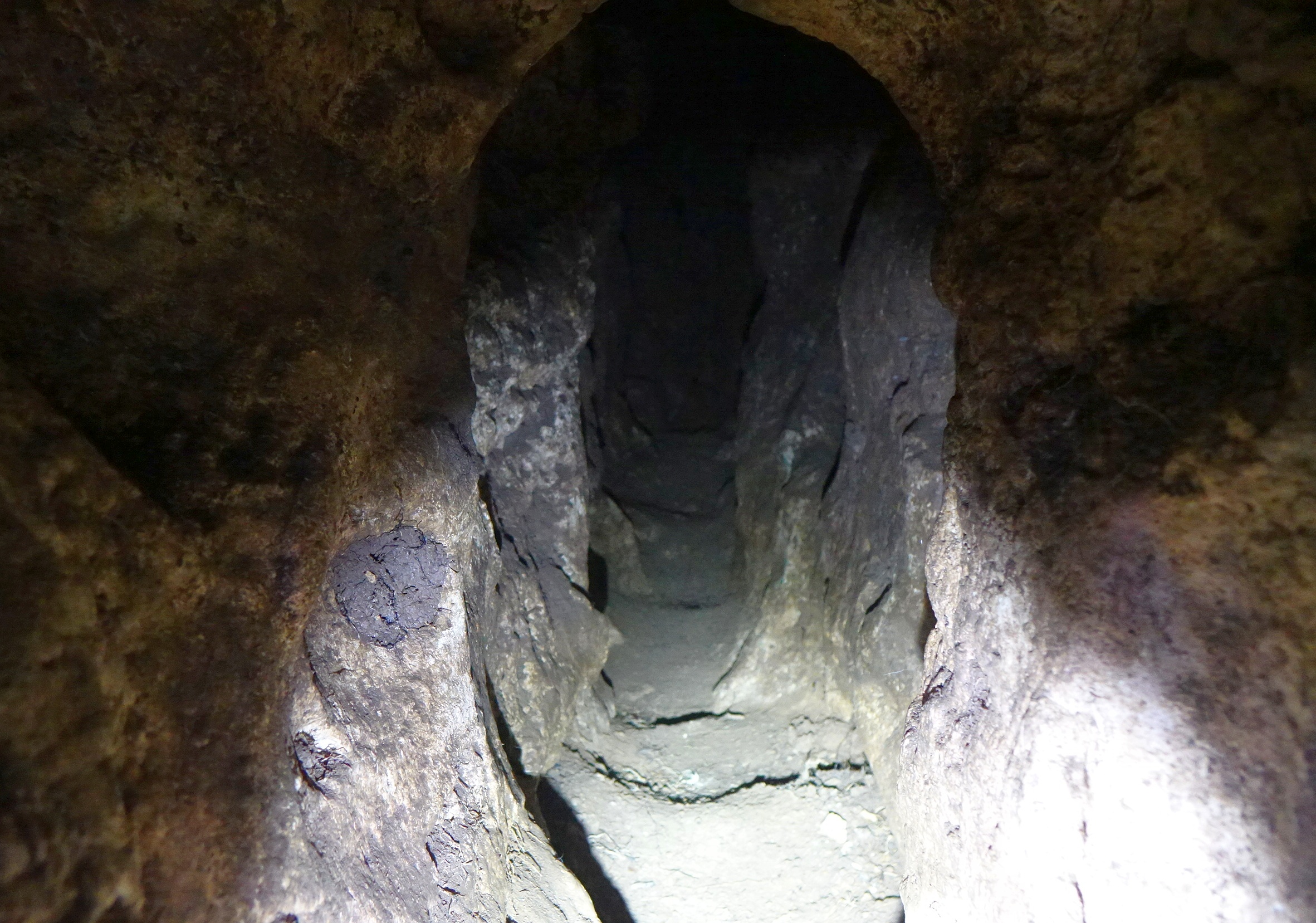
Korytarzyk
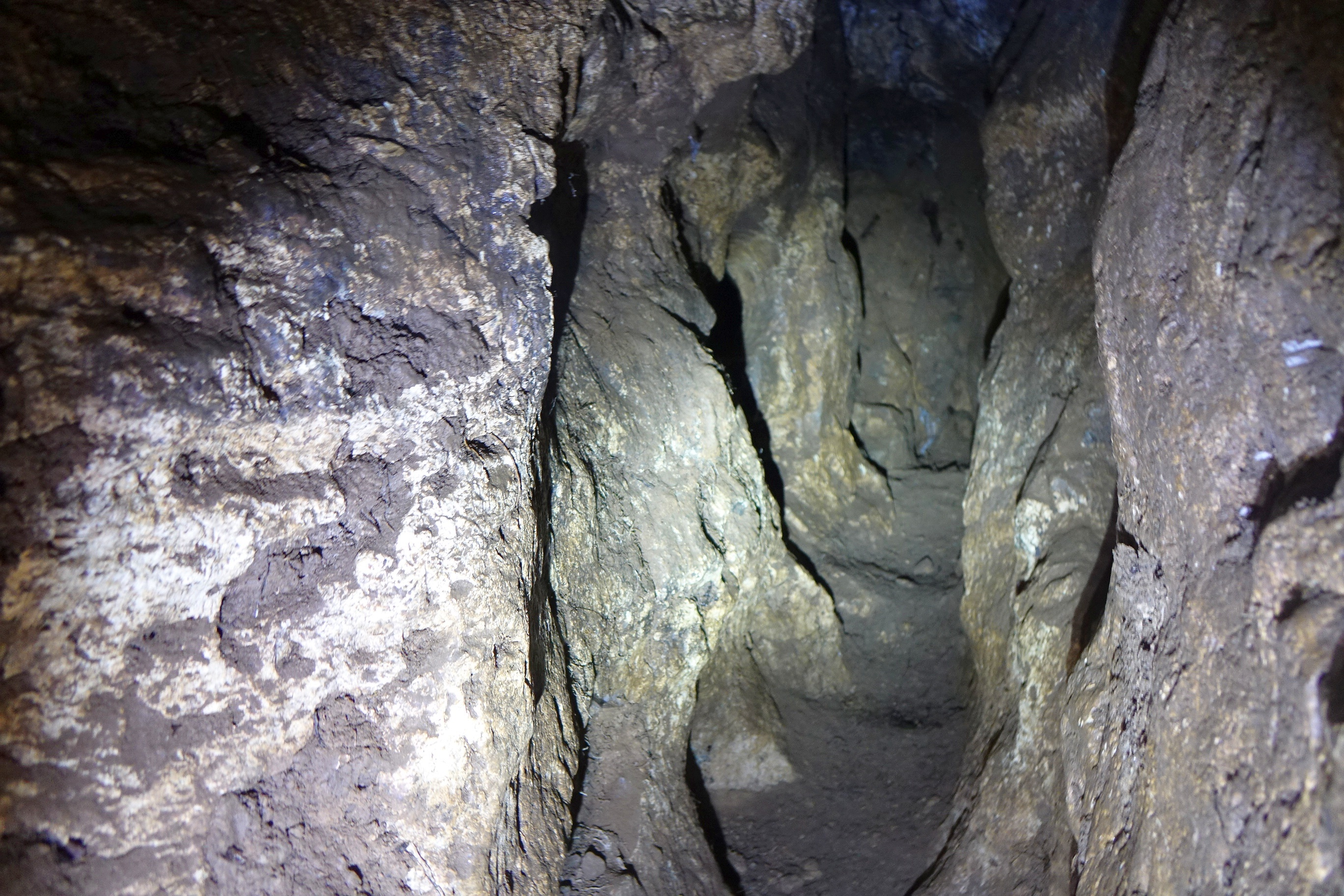
Korytarzyk
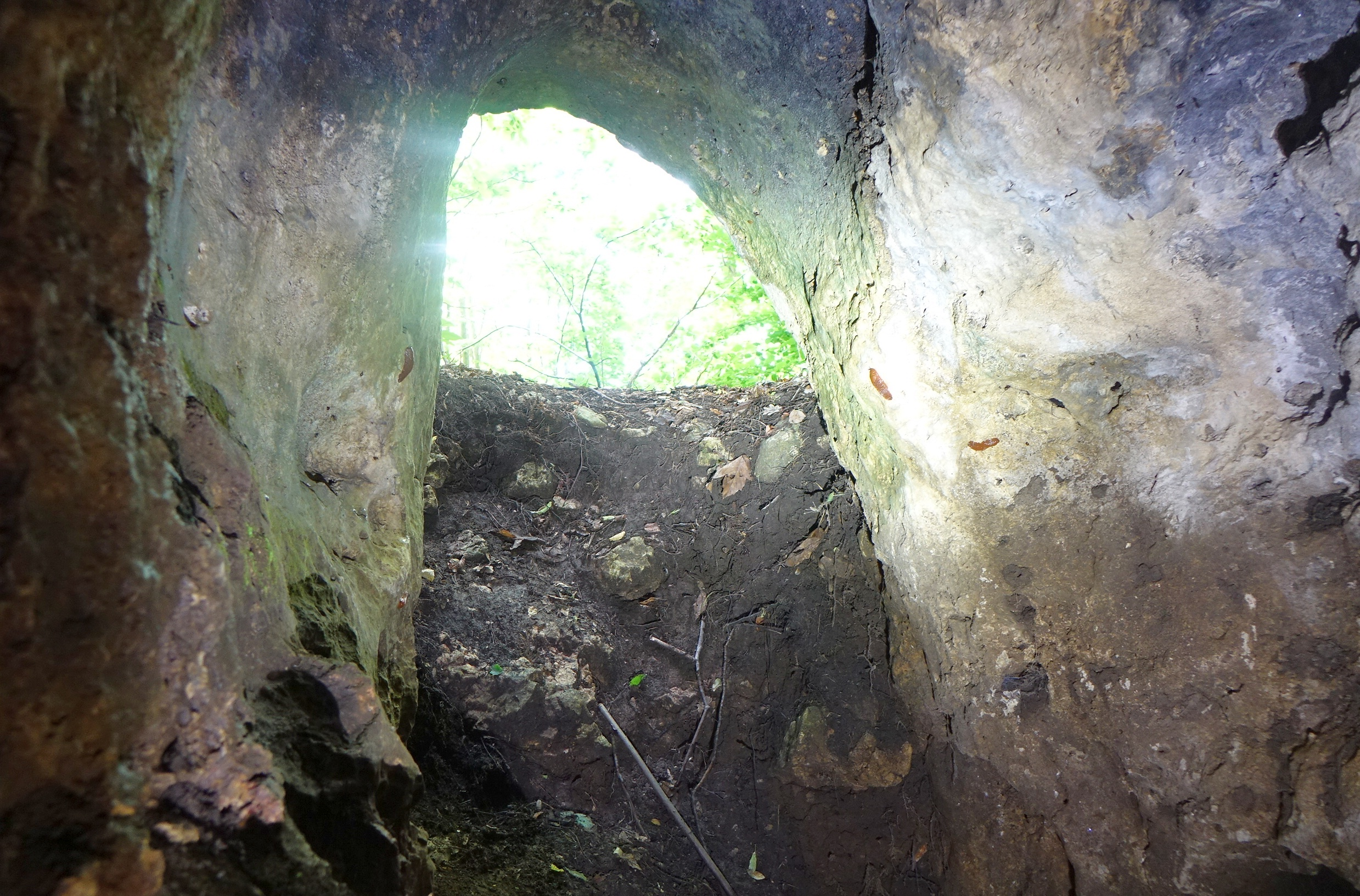
Widok ze schroniska

W Wilczankach znajdują się jeszcze cztery inne jaskinie: Jaskinia w Wilczankach, Koleba w Wilczankach, Schronisko w Wilczankach Drugie i Schronisko w Wilczankach Trzecie